# Kokand
Kokand (uzbecky Qo‘qon, Қўқон, قوقان; rusky Кока́нд; persky خوقند Xuqand; čagatajsky: خوقند, Xuqand; tádžicky Хӯқанд, Xökand) je druhé největší město Ferganské oblasti ve východním Uzbekistánu, na jihozápadním okraji Ferganské kotliny. V roce 2018 zde žilo 246 900 obyvatel.
Město leží 228 km jihovýchodně od Taškentu, 115 km západně od Andižanu a 88 km západně od Fergany. Má přezdívku Město větrů, méně častá je Město divokých prasat. Název Kokand je odvozen od známé kmenové skupiny Kokanů, která patří k uzbeckému kmeni Kongratů.
Kokand se nachází na křižovatce dvou starobylých hlavních obchodních cest do Ferganské kotliny, z nichž první vedla přes hory do Taškentu a druhá na západ do Chudžandu. Díky tomu je Kokand hlavní dopravní křižovatkou ve Ferganské kotlině.

## Historie
Dějiny města sahají přinejmenším do 10. století, kdy se nazývalo Chovakand a často se o něm zmiňovaly zprávy cestovatelů po karavanních cestách mezi Střední a východní Asií.
Vojska čínské Dynastie Chan dobyla celou oblast v 1. století př. n. l., Arabové ji později vydobyli zpět od Říše Tchang. Ve 13. století zničili Kokand Mongolové.
Současné město vzniklo jako pevnost v roce 1732 na místě starší pevnosti zvané Eski-Kurgan. V roce 1740 se stalo hlavním městem uzbeckého Kokandského chanátu, který sahal na západě až ke Kyzylordě a na severovýchodě k Biškeku. Kokand byl též významným náboženským střediskem Ferganské kotliny, které se mohlo pochlubit více než třemi stovkami mešit.
Poté, co Kokand roku 1883 obsadily jednotky carské armády pod vedením generála Skobeljeva, stalo se město součástí Turkestánské gubernie (západního Turkestánu). Po připojení Kokandu a celé Střední Asie k Ruskému impériu, zavládl v oblasti na 40 let klid.
V průběhu 1. světové války došlo v Rusku ke dvěma revolucím. Separatisté využili situace k destabilizaci a zabránění uskutečňování revolučních změn. Kokand se tak v období (1917/1918) stal na krátkých 72 dní hlavním městem antibolševické Prozatímní vlády autonomního Turkestánu známé jako Turkestánská či Kokandská autonomie. Autonomie se snažila o spolupráci s kozáckým atamanem Alexandrem Dutovem a s Alašskou autonomií. Její vyslanec k bucharskému emírovi však téměř ničeho nedocílil.
Moderní Kokand vyrostl zejména po připojení města k Turkestánské gubernii.

## Partnerská města
- Šeki, Ázerbájdžán (2023)[4]